# Constantion Bădescu
Constantion Bădescu, romunski general, * 1892, † 1962.